# Ouattigué (Ouindigui)
Pour les articles homonymes, voir Ouattigué.
Ouattigué (ou Ouatigué, Wattigué) est une localité située dans le département de Ouindigui de la province du Loroum dans la région Nord au Burkina Faso .

## Démographie
Lors du recensement de 2006, on y a dénombré 412 habitants. 

## Éducation et santé
En 2016-2017, la localité possède une école primaire publique.